# Hố Chicxulub
Hố Chicxulub (phát âm tiếng ngữ hệ Maya: [tʃʼikʃuluɓ]) là một miệng hố va chạm do thiên thạch bị chôn vùi bên dưới bán đảo Yucatán ở México, nó được đặt theo tên của một đô thị gần tâm của nó là Chicxulub. Hố va chạm này có đường kính hơn 180 km, nên nó trở thành một trong những cấu trúc chịu va chạm lớn nhất trên Trái Đất đã được xác nhận.
Hố va chạm này được nhà vật lý Glen Penfield phát hiện trong khi tìm kiếm dầu khí cuối những năm 1970 ở Yucatán. Penfield ban đầu không thể có được bằng chứng rằng các cấu trúc địa chất độc đáo trên thực tế đã một miệng núi lửa, và đã từ bỏ việc tìm kiếm của mình. Qua tiếp xúc với Alan Hildebrand, Penfield đã có thể lấy các mẫu cho rằng nó là một cấu trúc va chạm. Bằng chứng về nguồn gốc tác động của miệng núi lửa bao gồm thạch anh bị biến đổi, dị thường trọng lực, và tektite ở các khu vực xung quanh.
Dựa trên việc định tuổi của đá, người ta xác định rằng cấu trúc này được hình thành từ cuối kỷ Phấn Trắng, khoảng 65 triệu năm trước. Tác động kết hợp với miệng núi lửa liên quan trong việc gây ra sự tuyệt chủng của loài khủng long như đề xuất bởi ranh giới K-T, ranh giới địa chất giữa các thời kỳ kỷ Phấn Trắng và kỷ Đệ Tam, mặc dù một số nhà phê bình lập luận rằng sự va chạm không phải là lý do duy nhất, và những người khác tranh luận xem liệu có một tác động hay va chạm Chicxulub là một trong số đó có thể đã tấn công Trái Đất vào khoảng cùng một thời gian. Bằng chứng gần đây cho thấy những va chạm có thể là một phần của một tiểu hành tinh lớn hơn nhiều đã phá vỡ trong một vụ va chạm trong không gian xa cách đây hơn 160 triệu năm.